# Círculo de Empresarios
El Círculo de Empresarios (fundat a Madrid el 31 de març de 1977) és una associació destinada a l'estudi, divulgació i promoció de la lliure empresa, i del paper de l'empresari en la generació de riquesa i la seva contribució al debat econòmic i social a Espanya, així com al foment de l'esperit emprenedor.

## Història
Els antecedents històrics a la seva fundació, remeten a l'Associació per a l'Estudi i Acció Empresarial, promoguda al novembre de 1976 per José María López de Letona, que va reunir a un grup de 50 notables i els va animar en la labor de crear una associació que, entre altres llibertats, defensés la llibertat d'empresa. Les altres associacions promogudes per empresaris per a la defensa dels seus interessos es van fusionar en la CEOE (Confederació Espanyola d'Organitzacions Empresarials) promoguda per Carles Ferrer i Salat.
El Círculo, creat com a associació sense ànim de lucre en 1977, a l'inici de la Transició Espanyola i poc després de la signatura dels Pactes de la Moncloa, va reunir a un centenar d'empresaris destacats de la gran i mitja empresa espanyola contribuint al debat econòmic des de la perspectiva del sector empresarial.
Amb motiu del 25 aniversari de la seva fundació, en 2002 es va fer una reflexió sobre el paper del empresariat i del propi Círculo de Empresarios al llarg de tots aquests anys i la seva contribució al debat socioeconòmic. L'historiador i Catedràtic d'Història del Pensament Econòmic Carlos Rodríguez Braun mitjançant una metodologia cronològic-temàtica, va analitzar les propostes que es fessin en el seu moment sobre el mercat de treball, la reforma de l'estat del benestar, la situació de les autonomies i l'equilibri pressupostari, algunes d'elles adoptades posteriorment tant pels governs conservadors com pels socialistes.
Igual que la patronal empresarial CEOE, el Cercle ha defensat la visió dels empresaris en les diferents fases polítiques i econòmiques des de la Transició fins a la crisi econòmica iniciada en 2008.
En els esforços per arribar al ciutadà, en 2014 una enquesta encarregada a Metroscopia sobre la imatge de l'empresariat va indicar que els espanyols mostren confiança cap als empresaris.

## Desenvolupament
Assessorats per McKinsey, siguieron el modelo de la organización norteamericana Business Roundtable. Des de la independència política i econòmica, el Cercle ha funcionat com un centre de pensament i promoció de les idees liberals.
Tot això mitjançant una quàdruple vessant: publicacions, trobades, programes d'acció en col·laboració amb diferents sectors de la societat espanyola i els premis que convoquen periòdicament.
La profusió d'estudis econòmics i l'anticipació mitjançant puntuals diagnòstics de la situació socioeconòmica del moment, han suposat una aportació al debat polític i econòmic valuosa. Des de 2014 convoquen el Premi Regno d'Espanya a la Trajectòria Empresarial amb el suport de la Casa Real, i la col·laboració del Cercle d'Economia i del Cercle d'Empresaris Bascos. En 2014 el Premi va recaure en Enrique de Sendagorta (Grup Sener) i en 2015 en Josep Ferrer i Sala (Freixenet).

## Programes
Al llarg dels anys han desenvolupat diverses activitats per fer present el paper de l'empresariat en la societat. A més de les Encuentros Economía y Sociedad, en els quals agrupacions d'empresaris de les diferents autonomies es reuneixen regularment en fòrums de debat sobre la situació econòmica i institucional, també se celebren fòrums internacionals d'empresaris com el “V Fòrum Empresarial Espanya-EUA”, organitzat conjuntament amb la Spain-U.S. Chamber of Commerce de Nova York, al maig de 2015 a Madrid.
Entre els diferents programes, uns estableixen ponts entre el empresariado i el poder legislatiu: Programa Empreses-Parlamentaris (PEP), Directius-Parlament (a. c. s.) i Programa Executiu de Gestió per a Parlamentaris (PEGP); uns altres són programes educatius i de transmissió del coneixement: Programa de Cooperació Educativa i Programa de Sèniors Espanyols per a la Cooperació Tècnica (SECOT); i també es desenvolupen programes de relació amb la judicatura, la carrera diplomàtica i l'administració econòmica i de la Defensa: Programa Empreses Magistrats-Jutges (PEMJ), Programa Empreses-Carrera Diplomàtica (PECD), Programa Empreses- Funcionaris del Ministeri d'Economia i Competitivitat, i Programa Empreses-Defensa (PED).

## Juntes Directives
| Períodes  | Presidents                         |
| --------- | ---------------------------------- |
| 2018      | John de Zulueta Greenebaum         |
| 2015-2018 | Javier Vega de Seoane Azpilicueta  |
| 2012-2015 | Mónica de Oriol e Icaza            |
| 2004-2012 | Claudio Boada Pallarés             |
| 2000-2004 | Manuel Azpilicueta Ferrer          |
| 1992-1999 | Carlos Espinosa de los Monteros    |
| 1984-1991 | José Joaquín Ysasi-Ysasmendi Adaro |
| 1977-1983 | Santiago Foncillas Casaus          |